# Hermanas de la Cruz de Chavanod
La Congregación de las Hermanas de la Cruz de Chavanod (oficialmente en francés: Congrégation des Sœurs de la Croix de Chavanod) es una congregación religiosa católica femenina de vida apostólica y de derecho pontificio, fundada por el sacerdote francés Pierre-Marie Mermier, en Chavanod (Francia), en 1838. A las religiosas de este instituto se les conoce como hermanas de la Cruz de Chavanod y posponen a sus nombres las siglas S.C.C.

## Historia
El instituto fue fundado en 1838 por el sacerdote francés Pierre-Marie Mermier, con la ayuda de la religiosa Claudine Echernier, en la localidad de Chavanod, en la región de Ródano-Alpes (Francia). El objetivo de Mermier, quien ya había fundado a los Misioneros de San Francisco de Sales (1834), era que sus religiosas se dedicaran a la educación cristiana de la juventud. El instituto se propagó rápidamente por Francia, Suiza y Saboya. A la muerte de la fundadora (1869) contaba ya con más de 300 religiosas.
El 4 de noviembre de 1841, el obispo de Annecy, Pierre-Joseph Rey, aprobó el instituto como congregación religiosa de derecho diocesano. En 1886 la congregación se abrió al apostolado misionero, con la fundación de una comunidad en India, al tiempo que de Francia fueron expulsadas a causa de las leyes anticlericales de finales del sigo XIX e inicios del XX. Buscaron refugio en las casas de Suiza. Regresaron a la casa madre en 1920.
El papa Pío XI elevó el instituto al rango de congregación de derecho pontificio, mediante Decretum laudis del 30 de noviembre de 1932.

## Organización
La Congregación de las Hermanas de la Cruz de Chavanod es un instituto religioso internacional, de derecho pontificio y de gobierno centralizado. Este es ejercido por una superiora general, cuya sede se encuentra en Ginebra (Suiza).
Las hermanas de la Cruz se dedican a la instrucción cristiana de la juventud, a través de la educación y de la enseñanza del catecismo. Además ejercen actividades en el ámbito de la pastoral misionera popular y ad gentes. En 2015, el instituto contaba con unas 1.469 religiosas y 205 comunidades, presentes en Francia, Suiza, Rumania, Camerún, República del Congo, Kenia, Tanzania, Uganda, Colombia, Ecuador, Perú, Estados Unidos, India, Israel, Nepal, Palestina y Sri Lanka.